# Луїс Сантібаньєс
Луїс Сантібаньєс (ісп. Luis Santibáñez, 7 лютого 1936, Антофагаста — 5 вересня 2008, Сантьяго) — чилійський футбольний тренер, який чотири рази вигравав чемпіонат Чилі і одного разу —  чемпіонат Еквадору. Також керував національною збірною Чилі, зокрема на чемпіонаті світу 1982 року.

## Кар'єра тренера
Розпочав тренерську кар'єру 1966 року, очоливши тренерський штаб клубу «Депортес Антофагаста» з рідного міста.
1970 року став головним тренером команди «Уніон Сан-Феліпе», яку вже наступного року привів до першої в її історії, і наразі останньої, перемоги в чемпіонаті Чилі.
За декілька років очолив «Уніон Еспаньйола», на чолі якого протягом п'яти років ще тричі вигравав національну футбольну першість — у 1973, 1975 і 1977 роках.
Як один з найуспішніших тренерів тогочасного чилійського футболу 1977 року був запрошений Федерацією футболу Чилі очолити національну збірну країни. Тренував збірну Чилі протягом п'яти років. Першим великим турніром на цій посаді для тренера став Кубок Америки 1979 року, на якому чилійці виграли свою групу, здолали у півіфналі збірну Перу, а у фінальному протистоянні лише за рахунок гіршої різниці м'ячів за сумою двох освновних матчів і перегравання поступилися континентальним титулом Парагваю і стали лише віце-чемпіонами Південної Америки.
Результат континентальної першості був цілком позитивним і Сантібаньєс продовжив працювати зі збірною, зокрема готувати її до участі у фінальній частині чемпіонату світу 1982 року. На цьому турнірі, що проводився в Іспанії, чилійці змагалися у Групі 2, яка увійшла до історії світового футболу завдяки сумнозвісній «Хіхонській ганьбі» — грі останнього кола між Німеччиною і  Австрією, що мала усі ознаки договірної. Проте збірна Чилі на момент проведення тієї гри вже програла усі три свої матчі у групі і завершила боротьбу на мундіалі. Після такого невдалого виступу Сантібаньєс залишив національну команду.
Роботу у збірній тренер поєднував з тренуванням клубних команд «О'Хіггінс» і «Універсідад Католіка». А після залишення посади головного тренера збірної зосередився на клубній роботі, прийнявши 1983 року команду «Універсідад де Чилі».
Наступного, 1984 року, перебрався до Еквадору, де очолив «Філанбанко» з Гуаякіля. Ще за рік став головним тренером іншої команди з цього ж міста, «Барселони», яку відразу ж привів до перемоги у чемпіонаті країни. Утім наступного сезону результати команди погіршилися, і 1986 року його було звільнено. Пропрацювавши протягом 1987–1988 років знову з «Філанбанко», тренер повернувся на батьківщину.
Протягом 1989–1992 років провів по одному сезону в командах «Депортес Ла-Серена», «Сантьяго Вондерерз», «Депортес Темуко» і «Евертон» (Вінья-дель-Мар). 1995 року повертався до Еквадору, де очолював «ЛДУ Портов'єхо», а в 2000 році працював в Катарі з місцевим «Аль-Арабі». 
Завершував тренерську кар'єру на батьківщині, де 2001 року тренував «Сан-Маркос де Аріка», а 2005 — команду «Фернандес Віаль».
Помер 5 вересня 2008 року на 73-му році життя у місті Сантьяго.

## Титули і досягнення

### Як тренера
- Чемпіон Чилі (4):

«Уніон Сан-Феліпе»: 1971
«Уніон Еспаньйола»: 1973, 1975, 1977
- Чемпіон Еквадору (1):

«Барселона» (Гуаякіль): 1985
- Срібний призер Кубка Америки: 1979